# Art inuit
L'art inuit est la production artistique des peuples traditionnels du Groenland, du nord du Canada, de l'Alaska, et de la côte nord-est de la Sibérie.

## Définition de l'art inuit
L'expression art inuit est problématique car la notion « art » n'existe pas dans le monde inuit avant la rencontre avec les occidentaux. C'est après la Seconde Guerre mondiale que se développe une production d'art contemporain à la suite de la création en 1906 de la Guilde canadienne des métiers d'arts qui favorise l'émergence d'un marché de l'art inuit.
Le terme d'art inuit regroupe en réalité un grand nombre de groupes ethniques distincts et ne correspond pas à une culture homogène. Cela explique leur grande diversité d'expressions artistiques.
Deux grandes catégories de production matérielle sont présentes dans les collections muséales pour les périodes anciennes jusqu'au milieu du XXe siècle. D'une part les objets liés aux activités quotidiennes des communautés tel que la chasse, la pêche, etc. D'autre part, les productions liées à l'activité rituelle, essentiellement lié au chamanisme.

## Histoire
Les spécialistes divisent l'histoire de l'art inuit en cinq périodes : « pré-Dorset », « Dorset », « Thulé », « premiers contacts avec les blancs » et « période contemporaine » (dite moderne). La plupart des historiens utilisent cette même classification pour l'histoire inuit, soulignant le lien entre histoire de l'art et histoire.

### Période pré-Dorset
La période pré-Dorset que l'on date de 2500 à 1000 av. J.-C. se caractérise par une culture de chasseur dont les principales proies étaient le caribou et les mammifères marins. Ils utilisaient pour cela un harpon à pointe basculante. Peu d'objets de cette période nous sont parvenus, peut-être du fait de l'utilisation majoritaire de matériaux périssables. Cependant, quelques artefacts sculptés qui nous sont parvenus semblent témoigner déjà de l'existence d'une pratique chamanique.

### Période Dorset
À partir de -1000 et pendant deux millénaires, la région est dominée par la culture des Dorsets, qui s'est principalement développée sur la Terre de Baffin. Cette période artistique est caractérisée par la production de masques en bois peint. Les fouilles, comme celles réalisées sur le site de Button Point sur l'île Bylot, ont permis également de trouver un grand nombre de figurines d'animaux ou d'êtres surnaturels, des poupées, des pointes de harpons en ivoire, en bois, en pierre et d'autres matériaux ayant une implication magico-religieuse. Les exemples de figurines les plus abouties de cette période, liés à l'ancienne culture de la mer de Béring ont été retrouvés sur l'île Saint-Laurent et ont fait la notoriété de cet art sur les marchés occidentaux dans les années 1920.

### Période des Thulés
La culture de Thulé impose aux Dorsétiens son mode de vie essentiellement fondé sur la chasse à la baleine, ce qui aura des implications sur l'évolution de la mythologie et des rituels des communautés. Leur arrivée entraînera le développement de l'umiaq (ou oumiak) ou encore celui des traîneaux à attelages de chiens et les forets à archet améliorant ainsi le mode de vie de ces populations.
Les productions de cette période sont moins élaborées que précédemment, essentiellement constitués de poupées au décor simple, de points de harpons ou d'outils non ornés. Les motifs ou les scènes les plus récurrentes sont liées à la chasse. En revanche, il semblerait que les rituels tendent à se complexifier.

### Les premiers contacts avec les Blancs

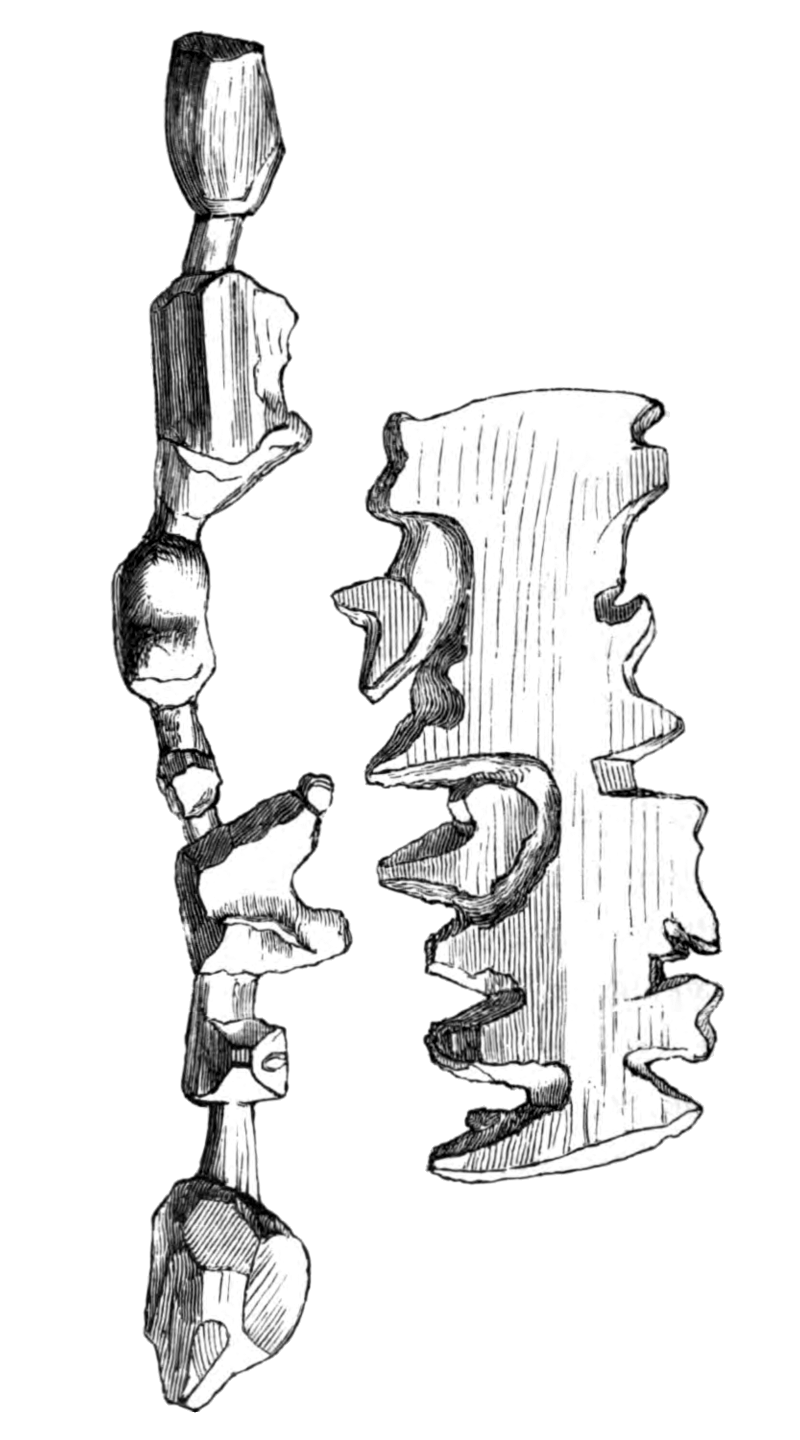
Cartes tridimensionnelles en bois fabriquées à Ammassalik dans les années 1880,.

L'avant-dernière période est celle des contacts avec les Blancs notamment pour le commerce. La culture inuit ayant évolué à des rythmes différents selon les régions, en ce qui concerne l'art, les Qallunaat (mot inuit désignant les Blancs) vont avoir affaire à une esthétique hétérogène. La principale caractéristique de cette période est la mise en place progressive de techniques artistiques importées par les Blancs qui seront réappropriées par les Inuit afin de les mélanger à leurs techniques traditionnelles.
Dans les années 1880, trois cartes tridimensionnelles conçues en bois (les wooden maps (en)) ont été acquises et collectées par l'explorateur Gustav Holm, lors de son expédition conduite à Ammassalik. Ces pièces, sculptées par un habitant d'Ammassalik en 1884, représentent pour les deux premières la côte du sud-est du Groenland s'étendant de  Kangerdlugsuatsiak (en) (situé à l'est de Sermiligaaq) jusqu'à Seriak et pour la troisième la péninsule située entre Sermiligaaq et Kangerdluarsikajik,,,.

### Naissance de l'art moderne inuit
On date la période moderne à partir de la Seconde Guerre mondiale. Elle commence avec le voyage de James Archibald Houston, vivant en Ontario, dans les territoires inuit en 1948. En voyant les productions bidimensionnelles inuit, il comprit qu'elles pourraient être une source de revenus pour Inujjuaq. Grâce au soutien de la Guilde canadienne des métiers d'art, ils vont vendre un peu plus de 1000 objets à Montréal au cours de leur première campagne de commercialisation de l'art. Ce sera la première exposition d'art inuit.
Devant cette réussite les gouvernements des Territoires du Nord-Ouest et du Nouveau Québec vont reconnaître l'aspect lucratif de l'art pour les Inuit et commencer à subventionner la Guilde afin que son programme de prospection s'étende au plus grand nombre de villages inuit. Se développe ainsi un mouvement coopératif permettant la commercialisation de l'art inuit mais aussi développant la démocratisation des activités artistiques chez les Inuit notamment en facilitant l'accès aux moyens techniques. L'aspect commercial consistant principalement en la promotion de leurs productions artistiques dans le Sud du Canada c'est-à-dire la vente de celles-ci aux Qallunaat. Ce mouvement contient l'espérance d'une indépendance économique transcendée par une affirmation identitaire. Enfin l'art inuit se fera connaître au monde en entier grâce à l'exposition universelle à Montréal de 1967.
L'art inuit contemporain conserve parfois des traces de la pensée chamanique traditionnelle.

## Art traditionnel
Dans les collections muséales ou parmi les objets issus de fouilles, il est possible de distinguer deux grandes catégories : des objets liés à la vie quotidienne et des objets produits dans le cadre de pratiques rituelles.

### Les objets du quotidien
Jusqu'au contact avec les Occidentaux, les populations Inuit ont essentiellement vécu de la chasse et de la pêche. Elles ont exploité au mieux le peu de ressources naturelles disponibles pour s'acclimater à un environnement hostile.
Parmi les objets les plus caractéristiques de cette production, les musées conservent un grand nombre de harpons, de lances, et d'objets divers liés à la chasse et à la pêche. Également, différents éléments vestimentaires caractéristiques de ces populations, tels que des manteaux de fourrure, des anoraks, des bottes, des raquettes, ont été collectés par les explorateurs dès les premiers contacts. Enfin, un certain nombre de kayaks ou d'umiaks sont conservés. Cette dernière typologie est également documentée par une série de maquettes de petite dimension destinées à illustrer le mode de vie inuit à la demande des Occidentaux.
L'exemple de l'exploitation du corps du phoque est caractéristique de la capacité des populations Inuit à exploiter au mieux les rares ressources naturelles : si la chair et la graisse sont utilisés pour l'alimentation, la peau et les intestins sont travaillés pour fabriquer aussi bien des embarcations que des anoraks. L'intestin de phoque possède des propriétés d'étanchéité indispensable à la vie en climat polaire. Cela suppose de la part de ces communautés une connaissance approfondie de leur milieu.

## Art contemporain
L'art inuit contemporain est essentiellement caractérisé par sa production de sculptures, sanannguagaq, de peintures, minguarsimajuq, et de dessins et d'estampes, qimiqrunguaq, techniques particulièrement développées dans la seconde moitié du XXe siècle.

### Sculpture
Le terme sanannguagaq (ᓴᓇᙳᐊᒐᖅ) désigne des productions tridimensionnelles. Ce mot est notamment composé :
- du morphème sana- qui signifie « fabriquer, façonner »
- de l'affixe nnguaq qui transcrit une notion d'imitation de la nature.

Ainsi « ce qui est façonné par réduction, par imitation » est une sculpture.
La sculpture traditionnelle inuit est caractérisée par son caractère composite qui utilise essentiellement des matériaux naturels issus du monde animal et végétal tel que :
- l'ivoire de morse ou de narval ;
- le bois de caribou
- le bois de flottage constituent surtout des éléments dans les sculptures composites ;
- l'os de baleine fossilisée afin de jouer sur la texture et les formes anatomiques ;
- des peaux peuvent aussi être utilisées comme élément dans la sculpture.

Toutefois, depuis l'application de la convention de Washington (CITES), l'exportation et la commercialisation d'ivoire et d'os de mammifères marins est très réglementée.

### Sculpture sur pierre

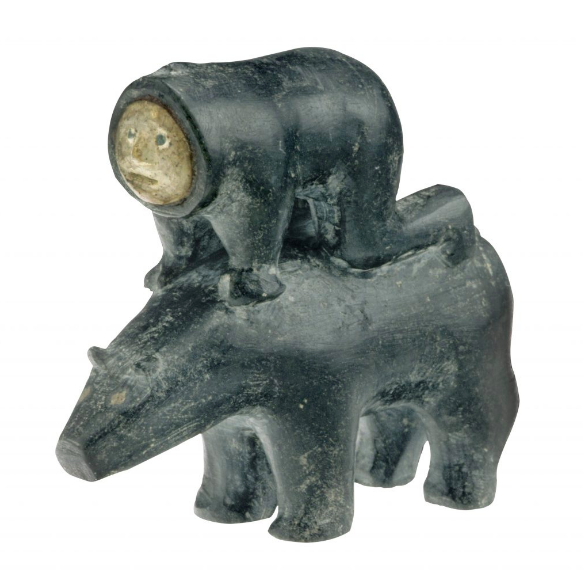
Sans titre (Homme ou Chaman sur le dos d'un ours), musée des beaux-arts de Montréal.

Sous la forte demande des occidentaux d'œuvres et la diminution des matériaux naturels, les inuit se sont peu à peu concentrés sur la pierre.

#### La technique
La pierre est directement extraite des gisements proches des localisations, d'où l'utilisation prépondérante de certaines pierres selon celles-ci. Puis elle est dégrossie à la hachette avant de passer au travail plus minutieux par l'utilisation de limes et de râpes, suivie d'un polissage au papier de verre et d'émeri. Enfin la finition consiste à passer de la graisse animale afin de donner un aspect brillant.

#### Les différentes pierres
La pierre la plus usitée est la stéatite, mais il y a aussi la serpentine, la péridotite, et l'on peut noter que se développe ces derniers temps la sculpture sur le marbre, l'albâtre et certains métaux.

### Dessin et estampe
Le terme de qimiqrunguaq regroupe ces deux arts plastiques. Ils se sont développés surtout après 1950 et se caractérisent par un mélange de techniques afin de réaliser des œuvres complexes.

#### Le dessin
Pour les inuit celui-ci constitue une œuvre à part entière dont les techniques sont surtout les crayons de couleurs, la mine de plomb et le feutre. Ici l'aspect narratif est prédominant qu'il concerne les mythes où la description du quotidien et intègre le plus souvent du texte écrit en syllabaires correspondant à ce qui est montré. Les formes sont très simplifiées et montrent l'affirmation d'une position opposée à celle du figuratif.

#### L'estampe
C'est la forme d'art graphique la plus développée dans le monde inuit car elle a été envisagée comme un travail communautaire s'adaptant totalement au système culturel inuit contrairement à la sculpture ou au dessin demandant une certaine solitude.
L'équipe est composée en général d'une femme qui dessine. Elle conçoit le motif qui est ensuite encré et recouvert d'une feuille de mûrier ainsi que d'une feuille plus épaisse. Puis ils frottent la surface avec un tampon pour finir par une phase de séchage.
Les thèmes comme pour les autres productions sont : les animaux, plus particulièrement les oiseaux, les êtres imaginaires, la vie en campement.
La composition des productions est basée essentiellement par une réflexion sur la couleur, expliquant son asymétrie caractéristique suggérant un mouvement, peu de plans différents et un certain rejet de la perspective. Les plans sont faits par une juxtaposition des personnages les uns par-dessus les autres et une réduction de l'échelle augmentant l'impression d'immensité de la nature environnante.

### Cinéma
Zacharias Kunuk est le réalisateur d'un film intitulé Atarnajuat la légende de l'homme rapide, remportant ainsi la Caméra d'or au Festival international du film de Cannes en 2001, grâce à l'équipe Isuma production.

### Les thèmes
Les inuit ne produisent pas dans une quête spirituelle consistant à répondre à des questions esthétiques[réf. nécessaire] mais la part d'objet d'échange est très présente pour eux ; et l'art est une source de revenus importante. Les thèmes sont donc souvent imposés par les acheteurs et sont relatifs au monde inuit.
Les plus récurrents sont :
- la représentation des animaux souvent dans un style naturaliste ;
- la narration de ce qui constitue le quotidien ;
- les mythes souvent dans un style décoratif ;
- une relative abstraction du sujet, notamment dans la communauté d'Arviat, par une simplification des formes, laissant de côté l'aspect anecdotique pour un aspect plus intemporel remettant en question la notion même d'« art inuit ».

## L'art inuit dans les musées
Plusieurs musées possèdent des collections substantielles d'art inuit, principalement en Amérique du Nord et en Europe.
- Le WAG-Qaumajuq est un musée d'art inuit associé au Musée des beaux-arts de Winnipeg.
- La Guilde canadienne des métiers d'art, à Montréal
- le Nuuk Kunstmuseum, au Groenland, a une collection importante d'art groenlandais[14].
- The Museum of Contemporary Circumpolar Art, à Berne, en Suisse.

## Artistes notoires
Kenojuak Ashevak, Pitseolak Ashoona et Lipa Pitsiulak sont les artistes inuits les plus influents.

### Sculpture
- Luke Airut
- Alex Alikashuak
- Manasie Akpaliapik
- George Arlook
- Karoo Ashevak
- Kenojuak Ashevak
- Kaka Ashoona
- Ohito Ashoona
- Pitseolak Ashoona
- Qiawak Ashoona
- Davie Atchealak
- Irene Avaalaaqiaq
- Barnabus
- Timoty Bienvnusk
- Tony Oqutaq
- Thalius Eshertk
- Bart Hanna
- Johnny Inukpuk
- Osuitok Ipeelee
- Ruben Komangapik
- Floyd Kuptana
- John Pangnark
- Nuna Parr
- Oopik Pitsiulak
- David Ruben Piqtoukun
- Kellypalik Quimirpik
- Pauta Saila
- Peter Sevoga
- Aqjangajuk Shaa
- Charlie Sivuarapik
- Joe Talirunili
- Lucy Tasseor
- John Tik Tak
- Timaigia
- Simon Tookoome
- Ashevak Tunnillie
- Toonoo Tunnillie
- Charlie Ugjuk
- Judas Ullulaq
- Natar Ungalaaq

### Dessin
- Kenojuak Ashevak
- Nigiyok Mabel
- Josie Papialuk
- Palvik Peter
- Mary Okheena
- Elsie Klengenberg
- Josie Sivuarapik (peintre)
- Germaine Arnaktauyok
- Kananginak Pootoogook
- Mona Ohoveluk (1935-1992)
- Annie Pootoogook (1969-2016)

### Estampe
- Kenojuak Ashevak
- Atelier de Kinngait
- Joe Talirunili
- Davidialuk Alasuaq Amittuq
- Simon Tookoome
- Victoria Mamnguqsualuk
- William Noah
- Jessie Oonark
- Andrew Karpik
- Peter Palvik

### Réalisateur
- Zacharias Kunuk